# نواة حركية للعصب ثلاثي التوائم
تحتوي النواة الحركية للعصب الثلاثي التوائم على العصبونات الحركية التي تغذي عضلات الأقواس البلعومية وتشمل كل من عضلات المضغ وموترة الطبل والموترة للحفاف والضرسية اللامية والجزء الأمامي من ذات البطنين.
وتقع هذه النواة في منتصف الجسر.

## الآفات التي تصيبها
تكون النواة الحركية للعصب الثلاثي التوائم المسار الصادر لمنعكس نفضة الفك، وبالنظر إلى أن العصبونات الداخلة في هذا المنعكس لا تتقاطع (لا تعبر للجانب الآخر)، فإن أية آفة تطال هذه النواة يكون تأثيرها في نفس جانب وجودها (وليس الجانب الآخر كما هو الحال في معظم المسارات العصبية وانظر مقال تقاطع). 
1. ↑  نموذج تأسيسي في التشريح، QID:Q1406710
2. ↑  نموذج تأسيسي في التشريح، QID:Q1406710
3. ↑  Brainstem Nuclei of the Cranial Nerves at wustl.edu نسخة محفوظة 2007-04-13 على موقع واي باك مشين. [وصلة مكسورة]

## روابط خارجية
- جامعة واشنطن